# Gerson Stern

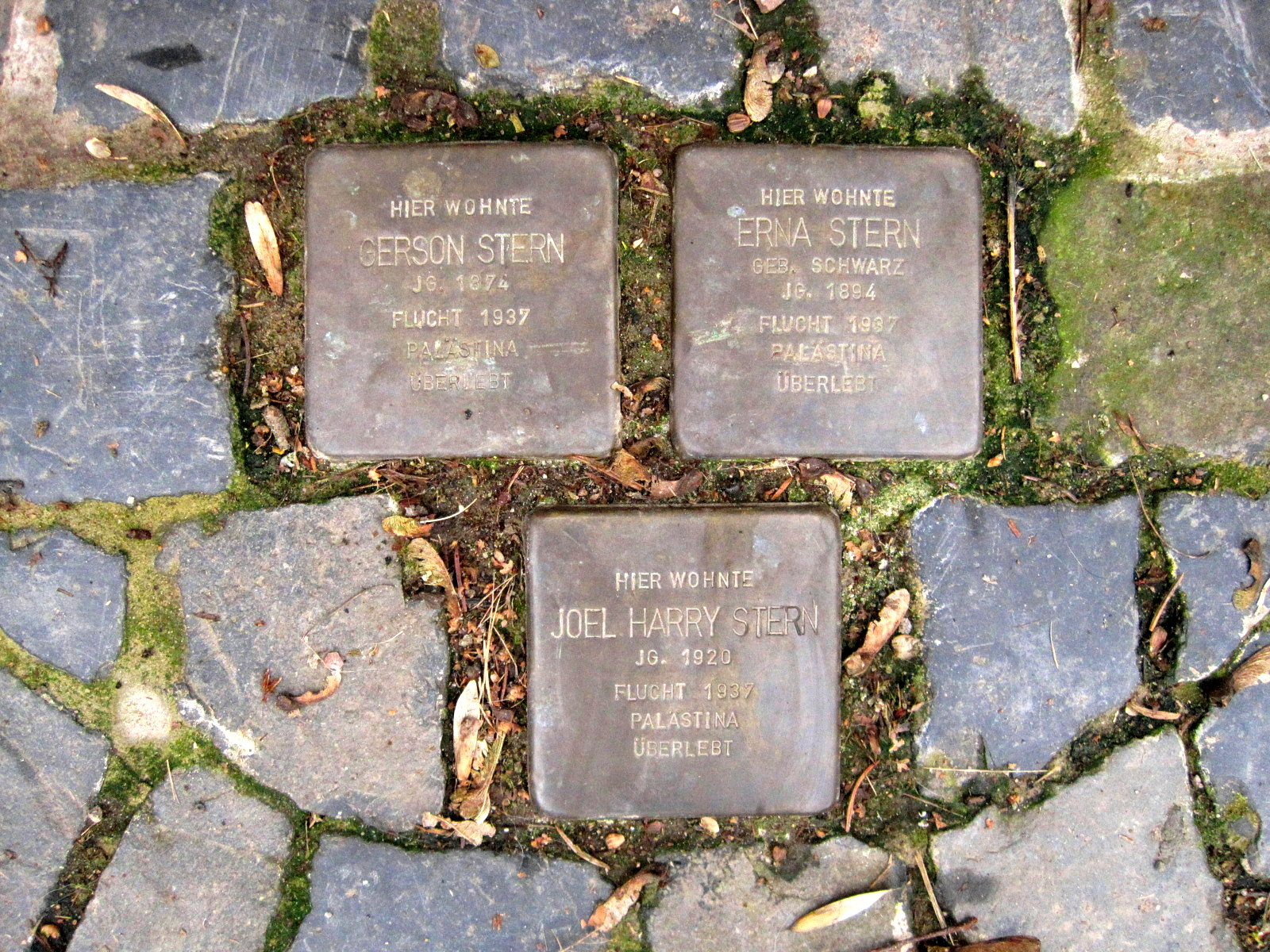
Stolpersteine in Kiedrich zum Gedenken an Gerson Stern und seine Familie

Gerson Stern (* 7. Juli 1874 in Holzminden; † 15. Januar 1956 in Jerusalem) war ein deutscher Schriftsteller.

## Leben

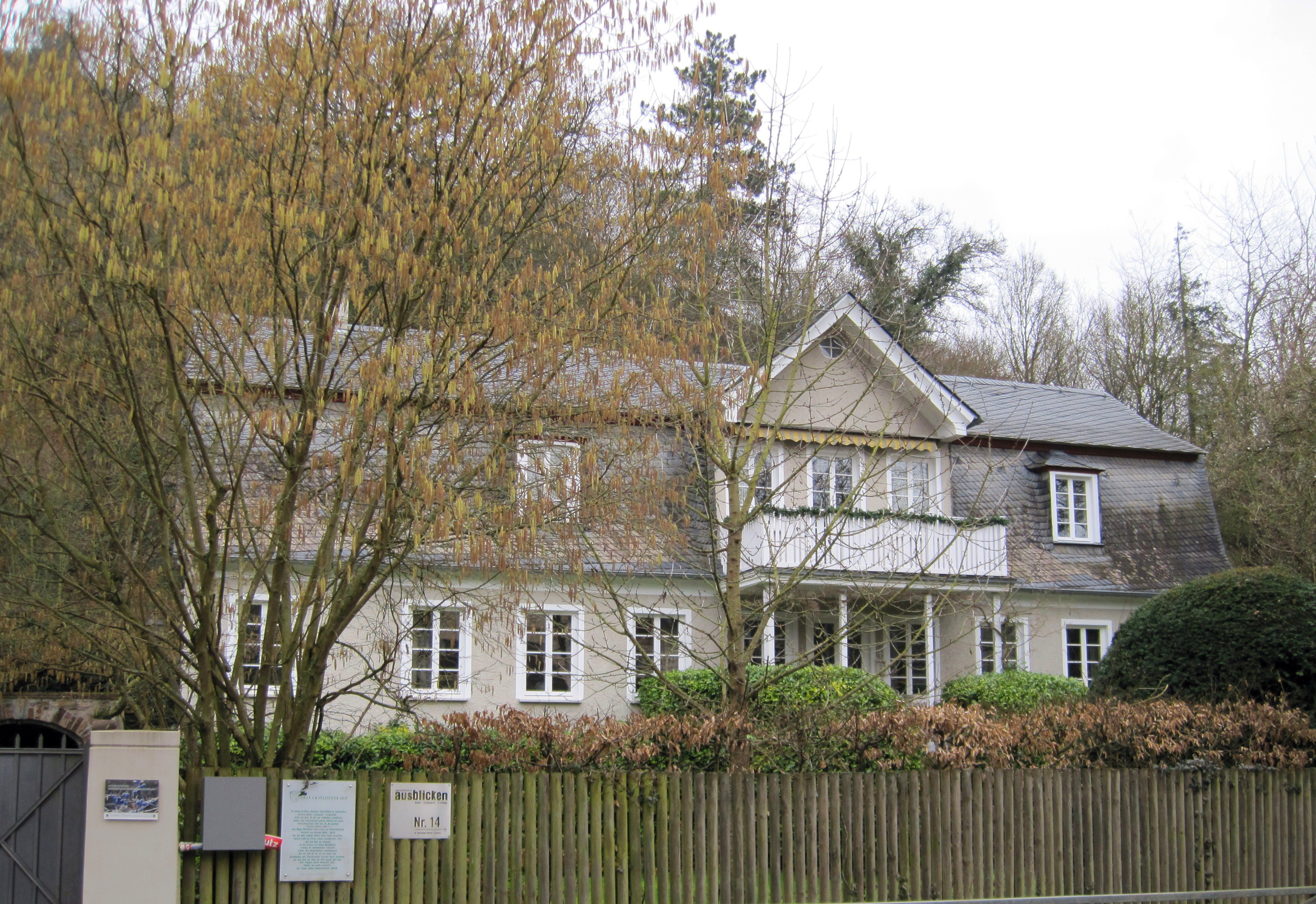
Haus Sönneck in Kiedrich

Stern entstammte einer assimilierten jüdischen Kaufmannsfamilie. Er besuchte die Volksschule in Holzminden. 1884 zog die Familie nach Elberfeld, wo der Vater Teilhaber am Textilunternehmen seines Bruders wurde. Stern besuchte das Gymnasium in Elberfeld bis zur Mittleren Reife, danach war er zumeist kaufmännisch tätig.
1917 heiratete er Erna Schwarz (1894–1967) aus Metz, die Tochter eines wohlhabenden Kaufhausbesitzers und Schwester des späteren israelischen Botanikers Michael Evenari. Von 1920 bis 1937 lebte Stern in Kiedrich im Rheingau auf einem eigenen Obstgut in Haus Sönneck, benannt nach seinem Kinderrufnamen Sönne. Dort kam auch sein einziges Kind, der Sohn Joel Stern (1920–1948), zur Welt, er starb in Palästina im palästinensisch-jüdischen Konflikt noch vor Ausbruch des Palästinakriegs. Ab 1931 zog Stern sich aufgrund einer schweren Erkrankung aus dem Kaufmannsleben zurück. Als gläubiger Jude wirkte er als Vorbeter in der Synagoge von Eltville und engagierte sich in der jüdischen Jugendarbeit. Ab 1936 bemühte sich Stern mit seiner Familie um eine Emigration nach Palästina und verkaufte 1937 Haus und Landgut. Nach Aufenthalten in Köln und Frankfurt gelang es ihm und seiner Familie im März 1939 nach zweimaliger Verhaftung wegen angeblicher Devisenvergehen und unter erheblichem Vermögensverlust Deutschland zu verlassen.
Stern gehörte in Jerusalem zum Freundeskreis um Schalom Ben-Chorin (1913–1999) und Else Lasker-Schüler (1869–1945), die er bereits in Elberfeld kannte. 
Auf Initiative des Förderkreises Kiedricher Geschichts- und Kulturzeugen wurden am 16. März 2010 zum Gedenken Sterns und seiner Familie vor dem ehemaligen Wohnhaus in Kiedrich drei Gedenksteine in Form von Stolpersteinen durch den Künstler Gunter Demnig verlegt.

## Werk
Obgleich Stern seit seiner Jugend Gedichte schrieb, scheint er sich lange kaum um eine Veröffentlichung seiner literarischen Arbeiten bemüht zu haben. Erst als er aus Gesundheitsgründen seinen Kaufmannsberuf aufgeben musste, fand er 1934 als Erzähler unter jüdischen Lesern in Deutschland für einige Jahre eine breitere Öffentlichkeit. Sein Roman Weg ohne Ende ist ein bedeutender Beitrag zur lange übersehenen deutsch-jüdischen Literatur zwischen 1933 und 1939. Damals begann Stern, auch einige Lyrik zu veröffentlichen.
Sein Nachlass wird in der Jewish National and University Library in Jerusalem aufbewahrt.

## Werke (Auswahl); Erstausgaben
- Symphonie. Gedichtfolge, ca. 1915; als chorische Aufführung, Darmstadt 1935
- Das Ich im Lehnstuhl. Auch ein Totentanz. Eine Szenenfolge. 1920
- Weg ohne Ende. Ein jüdischer Roman. Berlin 1934; wieder 1999 (siehe unten)
- Auf drei Dingen steht die Welt. Berlin 1935; wieder 2003, s. u.
- Stille Wege. Verse. Jerusalem 1945
- Die Waage der Welt. Roman des Jahres 1932/1933 (hebr.: Mozne ha-'olam, Tel-Aviv 1947), wieder 2007, s. u.

### Werkausgabe in Einzelbänden
Seit 1999 erscheint im Carl Böschen Verlag, Siegen eine Ausgabe der Werke Sterns, herausgegeben von Friedrich Voit, Günter Helmes.
- Weg ohne Ende. Ein jüdischer Roman. 1999 ISBN 3-932212-19-3
- Auf drei Dingen steht die Welt. Erzählung. 2002 ISBN 3-932212-41-X
- Die Waage der Welt. Roman des Jahres 1932/1933. 2007 ISBN 3-932212-68-1